# Ritratto di Giuliano de' Medici (Botticelli Bergamo)
Il Ritratto di Giuliano de' Medici è un dipinto a tempera su tavola (54x36 cm) di Sandro Botticelli, databile al 1478-1480 circa e conservato nell'Accademia Carrara di Bergamo.
Esistono tre versioni di questo dipinto: una conservata a Berlino, una a Bergamo e una a Washington.

## Storia
Giuliano de' Medici era il fratello minore di Lorenzo il Magnifico, ucciso durante la Congiura dei Pazzi che nel 1478 tentò di estirpare il dominio mediceo da Firenze con l'aiuto di papa Sisto IV e di altri principi italiani, fallendo però per il popolo fiorentino che si strinse al suo signore.
Botticelli venne chiamato subito dopo la congiura a dipingere le effigi dei congiurati condannati in contumacia come impiccati, da appendere alle mura di palazzo Vecchio, lato porta della Dogana. Sicuramente Botticelli dipinse anche un ritratto di Giuliano, almeno uno sicuramente quando era in vita, e forse uno o più di uno dopo la morte, ispirandosi alla maschera funebre e ad altre effigi.
Le tre versioni che si sono conservate sono tutte di discussa autografia e il dibattito su quale sia il prototipo delle altre non è giunto a conclusioni pienamente condivise. Ciò è dovuto allo stato non ottimale della superficie pittorica, che non permette una valutazione sicura.

## Descrizione e stile
Il ritratto di Bergamo, di solito indicato come il primo della serie, per la sua forma intermedia tra la complessità di quello di Washington e la semplicità di quello di Berlino, mostra il busto di Giuliano sullo sfondo di una finestra aperta su un cielo azzurrino, più chiaro verso la linea dell'orizzonte. Come negli altri, Giuliano è rappresentano di tre quarti, con la testa molto girata verso destra che la rende quasi di profilo. La fronte è solcata al centro, il naso appuntito, la capigliatura riccia, scura e folta, il mento poco pronunciato, il labbro superiore sottile e quello inferiore carnoso, gli occhi guardano malinconicamente verso il basso. Il vestito è quello della ricca borghesia dell'epoca, con una mantella rossa bordata di pelliccia, e una camicia verdastra.
La fisionomia appare piegata alla creazione di un'effigie dotata di un'altera consapevolezza di sé.